# Chris Diamantopoulos
Christopher "Chris" Diamantopoulos (Toronto, 9 de maig de 1975) és un actor i còmic canadenc.

## Biografia
Nascut a la ciutat de Toronto al Canadà, Diamantopoulos va fer el paper de Robin Williams al telefilm sobre les bambolines i el making-of de Mork and Mindy. Ha actuat a diverses sèries televisades com Kevin Hill, Charmed, Nip/Tuck, Boston Justice i a Starter Wife on fa el paper d'un decorador homosexual. Té un paper recurrent a la sèrie State of Mind. El 2009, ha estat convidat per posar la seva veu a un personatge de la sèrie American Dad!.
A la vuitena temporada de la sèrie 24, Diamantopoulos ha fet el paper de Rob Weiss, cap d'equip de l'staff del president Allison Taylor.
Diamantopoulos està casat amb l'actriu Becki Newton des del 12 de maig de 2005.

## Filmografia
- The Adulterer (2000)
- Wedding Daze (2006)
- American Dad! (veu, 2006-2011)
- State of Mind (2007)
- The Starter Wife (2008)
- 24 (2010)
- Up All Night (2011-2012)
- The Three Stooges